# Химико
Химико (яп. 卑弥呼, современное китайское чтение Бимиху), годы правления: 173? — около 248?) — правительница одного из первых японских раннегосударственных образований — страны Яматай периода Яёй. Другое прочтение её имени — Пимику.

## Сведения
Единственные достоверные письменные упоминания о Химико — строки китайского исторического произведения «Записи трёх царств», а именно «Раздел о восточных варварах» в «Предания о людях „ва“ из истории государства Вэй» (魏志). Этот источник, составленный около 297 года, описывает социальную организацию обитателей Японского архипелага — «людей ва» (倭人 — «людей-карликов»), а также правление «женщины-государя» Химико. Последняя появляется в китайских источниках как правительница-шаманка страны Яматай и владычица зависимых краёв Японии, которая была избрана по решению японской знати для прекращения междоусобиц:
В этой стране первоначально мужчину сделали государем; он прожил 70—80 лет. Япония пришла в смятение, сражались друг с другом годами. Затем совместно поставили одну девицу государем. Она звалась Бимиху, служила учению духов, могла вводить в заблуждение народ. Летами она была уже взрослая, мужа не имела. Был мужчина (мужчина — брат), он помогал управлять страною.
С тех пор как она стала государем, мало было видевших её. Её обслуживали тысячи прислужниц. Был только один мужчина, он давал ей пить и есть, передавал её слова, выходил [из дворца] и входил [в него].

Дворец, где она пребывала, с башнями и павильонами; стены и палисады были строго устроены. Постоянно были вооруженные люди, несшие караул.
Китайская хроника также отмечает, что в 239 году Химико послала дань китайской династии Вэй (魏, 220—265), за что была пожалована титулом «дружественного монарха», золотой печатью, одеждой и бронзовыми зеркалами.
Во 2 г. правления Цзинчу (Вэйского Минди, 238), в 6-ю луну японский государь-
женщина прислала гранда Наньшэнми и других посетить область [Дайфан] с просьбой
разрешить явиться к сыну неба и представить дань.
Тайшоу Лю-ся отправил чиновника сопровождать [посла] прибыть в столицу.
В том же году в 12-ю луну повелено письменно сообщить японскому государю-
женщине следующее:
«Повелевается любящему Вэйскую династию японскому государю Бимиху.
Дайфанский тайшоу Лю-ся прислал посла проводить твоего гранда Наньшэнми,
второго посла Души Нюли. Мы приняли поднесенных тобою мужчин-рабов четырех
человек и женщин-рабынь шесть человек, различного цвета холста два куска длиной
в две сажени. Твое государство находится вдалеке. Поэтому присылка посольства и
представление дани выражает твою преданность и почтительность. Я очень растроган.
Ныне вследствие того, что ты являешься любящим Вэйскую династию японским
государем, жалуем тебе золотую печать с фиолетовой кистью. В упаковке и за печатью
передадим дайфанскому [тай-шоу] для вручения тебе.
Что касается умиротворения соплеменников и старания быть почтительным и
послушным, прибывшие от тебя послы [249] Наньшэнми и Нюли прошли далекий путь
и понесли труды. Теперь назначаем Наньшэнми шуай-шань-чжун-ланом и Нюли шуай-
шань-сяо-вэем, награждаем их серебряными печатями с темными кистями. За
представление на аудиенции награждаем и отправляем обратно. Вместе с красной
землею передано 5 кусков парчи с изображением дракона.
[...]
Так отвечаю тебе за представленную дань. Специально жалую тебе сине-шелковой со значками и линиями парчи 3 штуки, тонких разноцветных пышных ковров 5 штук, белого шелка 50 штук,
золота 8 лян, 5-футовых мечей 2 штуки, медных зеркал 100 штук, жемчуга и свинцовых
пилюль по 50 гинов [китайских фунтов]. Все в упаковке и за печатью передадим
Наньшэнми и Нюли при возвращении с копией [списка].
Все это полностью может показать твоей стране, и посредникам позволит знать,
что [наше] правительство сочувствует тебе. Потому, что серьезно ценим тебя, дарим
тебе хорошие вещи».
В первый год правления Чжэнши (принца Ци-ван Чао-фан Вэйской династии, 240)
тайшоу Гун-цзунь отправил цзянь-чжун-сяо-вэя Ти Цзюна и прочих, приняв письмо с
повелением и печати с кистями, прибыть в Японию, приветствовать и поднести его
японскому государю и вместе с тем перевезти пожалованные по повелению золото и
ткани, парчу и ковры, мечи и зеркала и разноцветные вещи.
Японский государь вследствие этого отправил поднести доклад и в ответ
благодарить за повеление и милость
В 243 году царица во второй раз отправила послов с данью в Лоян. Последний раз посольство от Бимиху было отправлено в Китай около 248 года. Данные «Записей» свидетельствуют, что страна Яматай под её руководством стала элементом китаецентрической системы международного порядка в Восточной Азии III века.
Химико была незамужней. Её свиту составляли одни женщины. Единственным мужчиной, который имел доступ к её покоям, был её брат-советник. Она никогда не выходила на люди. После смерти Химико «люди ва» окунулись в междоусобицу в борьбе за престол. Смута стихла через год, когда главой Яматай избрали ещё одну шаманку, 13-летнюю родственницу Химико, по имени Тоё. По преданию, после того, как Химико умерла, было убито и захоронено вокруг её могилы более 1000 рабов-слуг.

## Спекуляции
В японском историческом своде VIII века «Нихон сёки», 720 года в разделе о регенте-правительнице Дзингу, члене государева рода, даны цитаты о правительнице Бимиху (яп. Химико) из китайских хроник. Дзингу покоряет народ кумасо на острове Кюсю и даже совершает в 346 году поход против южного корейского государства Силла. В свою очередь, корейская хроника «Самкук саги» («Записи о трёх корейских государствах»), которая была написана в XII веке, вспоминает о Химико и японцах в 173 году как о приславшей посольство ко двору правителей Силла. Эта путаница связана с тем, что информации о Химико японские и корейские составители не имели. Единственным источником была китайская хроника, которая дала толчок фантазии тогдашних историков, заданием которых было «доведение» древнейшей зависимости государства-соседа от своей династии.

## Образ
Отсутствие упоминаний о Химико в японских письменных источниках породили гипотезы, которые пытались идентифицировать её с легендарными деятелями японской старины. Эту правительницу отождествляли с синтоистской богиней солнца Аматэрасу, полумифической завоевательницей Кореи императрицей Дзингу, первой жрицей святилища Исэ и дочерью Императора Суйнина принцессой Яматохимэ, а также гадалкой и дочерью Императора Кореи принцессой Ямато-тотохи-момосо-бимэ. Японские ученые XVII—XIX века пытались привязать её к генеалогическому дереву Императорского рода Японии. Однако все интерпретации базировались лишь на предположениях и не имели убедительной доказательной базы. В связи с этим, начиная с XX века, исследователи Химико акцентируют внимание на её управленческих качествах, дипломатии и религиозной деятельности, а не поисках параллелей с правительницами прошлого.
Фигура Химико связывается с истоками японской государственности. Ей установлен бронзовый памятник на территории города Кандзаки префектуры Сага, недалеко от древнего исторического поселения Ёсиногари периода Яёй.

## В кино
- «Химико» (Himiko) — режиссёр Масахиро Синода (Япония, 1974); в главной роли Сима Ивасита.